# 诺拉·邦德
诺拉·邦德（英語：Nola Bond，？—），新西兰女子田径运动员，主攻短跑。她曾代表新西兰参加1962年大英帝国和英联邦运动会田径比赛，获得女子4×110码接力铜牌。